# Bee Movie
Bee Movie è un film d'animazione del 2007 realizzato in computer grafica diretto da Simon J. Smith e Steve Hickner.
Nella versione originale è stato doppiato, fra gli altri, da Jerry Seinfeld, Renée Zellweger e Chris Rock. Prodotto dalla DreamWorks Animation, ed è stato candidato al Golden Globe come miglior film d'animazione.
È il primo film d'animazione con la sceneggiatura firmata da Seinfeld, che lo ha scritto con Spike Feresten, Barry Marder e Andy Robin. Il cast e il reparto tecnico includono molti veterani che provengono dalla sitcom Seinfeld, compresi gli sceneggiatori/produttori Ferester e Robin, e gli attori Michael Richards, Patrick Warburton e Larry Miller.
Nel film appaiono anche i personaggi di Sting e Ray Liotta nei rispettivi ruoli di loro stessi, nonché un'ape giornalista con le sembianze di Larry King.

## Trama
Barry Bee Benson è un'ape che vive in un alveare nella città di New York, per la precisione a Central Park, su un albero vicino allo stagno delle tartarughe. Dopo solo tre giorni di college, Barry e il suo amico Adam Flayman si sono laureati; Barry resta sorpreso e amareggiato quando vede che ha una sola possibilità di carriera: il miele. Alla ricerca di nuove prospettive, si avventura fuori dall'alveare e infrange una delle regole cardine del mondo delle api: parla cioè con un'umana, una fiorista di nome Vanessa Bloom. Barry rimane sconvolto nell'apprendere che gli umani usano e mangiano ormai da secoli il miele delle api, e inoltre si rende conto che la sua vera vocazione è quella di intentare una causa contro l'umanità per il furto del loro prezioso miele.
Il fidanzato di Vanessa, Ken, scopre che tra quest'ultima e Barry c'è un rapporto sentimentale e lo scova pure a cenare e brindare con Vanessa, e così tenta di uccidere Barry mentre va in bagno; Vanessa vede delle fiamme e sente delle urla così corre subito a rimproverare Ken, e dopo uno sfogo gli dà l'addio.
Barry vince la causa, e tutto il miele del mondo viene confiscato e restituito alle api. Barry e Vanessa però presto scoprono che una volta tornato il miele di tutto il mondo alle api, queste non hanno più un lavoro vista l'abbondanza del prezioso bene. Barry si rende anche conto che senza l'impollinazione i fiori e tutta la vita vegetale è destinata a morire, così come tutta la vita sulla Terra vista la mancata produzione di ossigeno e data la mancanza del primo anello della "catena alimentare". Per tornare alla normalità, lui e Vanessa rubano i fiori a una parata di rose in California: portando fiori freschi in città e impollinando nuovamente le piante si riuscirà a salvare il mondo.
Durante il volo di rientro Barry accidentalmente mette fuori gioco i piloti, perciò chiede a Vanessa di prendere il controllo dell'aereo. Lei se la cava bene, fino a quando un fulmine colpisce il mezzo: in realtà era il pilota automatico a gestire il volo fino a quel momento, e quindi ora sono davvero nei guai. Sconvolti da quanto visto in televisione tutte le api soprattutto Adam l'amico di Barry, corrono in aiuto di Barry formando due gruppi: uno aiuta l'aeroplano a volare, mentre l'altro forma un gigantesco fiore sulla pista d'atterraggio per indicare all'aereo dove atterrare. Subito dopo le api tornano al loro lavoro e restituiscono il miele agli umani, capendo che senza il loro miele e il loro verde questi non possono essere felici e lo stesso vale per le api che senza il loro lavoro non sanno cosa fare. In definitiva, sia api sia umani ora stanno molto meglio. Barry diventa un membro delle api deputate a prendere il polline dai fiori e all'impollinazione (i cosiddetti "fuchi-fichi") e aiuta a restaurare la normalità.
La scena finale mostra Barry nel suo studio legale all'interno del negozio di fiori di Vanessa, che ha ora moltissimi clienti. Barry ascolta le lamentele di un nuovo cliente (una mucca che afferma che gli umani rubano il suo latte senza darle niente in cambio), ma in seguito a un'emergenza è costretto a congedarsi e insieme ai "fuchi-fichi", ad andare a reimpollinare altri fiori su richiesta di Vanessa.

## Distribuzione
La pellicola ha debuttato ufficialmente nelle sale cinematografiche statunitensi il 2 novembre 2007, mentre in quelle italiane a partire dal 21 dicembre dello stesso anno.

## Accoglienza

### Incassi
Il film, con un budget stimato di 150 000 000 $, ha incassato negli USA 123 000 000 $ circa, e in totale oltre 180 000 000 $, che lo hanno portato al 17º posto per incassi nel 2007 e al 249º di tutti i tempi.

### Critica
Bee Movie ha ricevuto recensioni positive e al tempo stesso contrastanti da parte della critica, che ne ha elogiato l'umorismo e il cast vocale, ma ne ha criticato la trama. Le recensioni della scrittrice di scienza del New York Times Natalie Angier e del vincitore del premio Pulitzer Bert Hölldobler hanno aspramente criticato il film per avere rappresentato in modo non veritiero la società degli insetti, mostrando che a lavorare sono i maschi, che nella realtà non raccolgono nettare né impollinano, e non le femmine, a differenza del film A Bug's Life.
Su Rotten Tomatoes registra un gradimento del 50%, con un voto medio di 5.7/10, basato su 173 critiche; il consenso critico implica: «Bee Movie ha dei momenti umoristici, ma una premessa scomoda e una consegna docile lo rendono perlopiù dimenticabile». Su Metacritic ha un punteggio di 54 su 100, basato su 34 recensioni, che indica come «recensioni miste o medie».

## Videogioco
Un videogioco per PlayStation 2, XBOX 360, Nintendo Wii, Nintendo DS e PC, ispirato al film e intitolato Bee Movie Game, è stato rilasciato il 30 ottobre 2007.

## Riconoscimenti
Bee Movie è stato candidato come miglior film d'animazione al 65º Golden Globe.